# Баев, Василий Стефанович
Василий Стефанович (Степанович) Баев (20 февраля 1914 года, станица Тенгинская, Усть-Лабинский район, Краснодарский край — 1991) — советский комбайнер, Герой Социалистического Труда (1953).

## Биография
Уроженец станицы Тенгинской Усть-Лабинского р-на. Брат Баева Ивана Стефановича – казака, 2-го(8-го) Кубанского пластунского батальона. Участник Великой Отечественной войны, в составе 36 пластунского полка, 9 пластунской Краснодарской «Ордена Красной звезды» дивизии 1-го Укр. Фронта. Награждён медалью «За отвагу».
Работал комбайнёром в Усть-Лабинской МТС, с 1958 года — в колхозе «Кубань» Краснодарского края.
Звания Героя Социалистического Труда удостоен 25 августа 1953 года.

## Награды
- Золотая медаль «Серп и Молот» (25.08.1953)
- Орден Ленина (25.08.1953)
- Орден Ленина (27.02.1951)
- Орден Отечественной войны 2 степени (11.03.1985)
- Медаль «За отвагу» (СССР) (07.09.1944)
- Медаль «За победу над Германией в Великой Отечественной войне 1941—1945 гг.»
- Медаль «За трудовую доблесть» (02.06.1950)
- Медаль «За трудовую доблесть» (21.08.1953)
- Медаль «В ознаменование 100-летия со дня рождения Владимира Ильича Ленина»
- Медаль  «Двадцать лет Победы в Великой Отечественной войне 1941—1945 гг.»
- Знак «25 лет победы в Великой Отечественной войне»
- Медаль «Тридцать лет Победы в Великой Отечественной войне 1941—1945 гг.»
- Медаль «Ветеран труда»
- Юбилейная медаль «50 лет Вооружённых Сил СССР»
- Юбилейная медаль «60 лет Вооружённых Сил СССР»
- Медали ВДНХ Малая серебряная медаль ВСХВ 23.04.1955